# Scelio munnaricus
Scelio munnaricus är en stekelart som beskrevs av Durgadas Mukerjee 1979. Scelio munnaricus ingår i släktet Scelio och familjen Scelionidae. Inga underarter finns listade i Catalogue of Life.